# Colibrí de Xantus
El colibrí de Xantus (Basilinna xantusii) és una espècie d'ocell de la família dels troquílids (Trochilidae) endèmic de la Baixa Califòrnia, Mèxic.

## Descripció
És un colibrí de mitjana grandària, amb 8-9 cm de llarg, i un pes de 3-4 g. Bec recte i molt fi, vermell amb punta negra. Els mascles són majoritàriament verds per les parts superiors. Cua fosca. Cella blanca reforçada per una línia ocular negra. Capell i galtes negre blavós. Parts inferiors marró canyella. Gola verda. En la femella el canyella de les parts inferiors s'estén fins a la barbeta.

## Hàbitat i distribució
Habita boscos clars i matolls del sud de Baixa Califòrnia incloent les illes del Golf de Califòrnia.